# Xã Brandon, Michigan
Xã Brandon (tiếng Anh: Brandon Township) là một xã thuộc quận Oakland, tiểu bang Michigan, Hoa Kỳ. Năm 2010, dân số của xã này là 15.175 người.